# Mitrofan (Jevrokatov)
Mitrofan (světským jménem: Alexej Michajlovič Jevrokatov; * 5. února 1987, Ufa) je ruský duchovní Ruské pravoslavné církve a biskup něftěkamský a belebejevský.

## Život
Narodil se 5. února 1987 v Ufě.
Od roku 2000 sloužil jako čtec a hypodiákon katedrálního chrámu svatého Sergeje v rodném městě. Po střední škole č. 97 nastoupil na fakultu historie Baškirské statní univerzity. Poté absolvoval povinnou vojenskou službu. Po demobilizaci sloužil v chrámu Narození přesvaté Bohorodice v Ufě.
Od 2012 studoval na Petrohradské duchovní akademii. Dne 26. srpna 2018 byl metropolitou ufským a stěrlitamakským Nikonem (Vasjukovem) rukopoložen na diákon a o dva dny později na jereje. Dne 17. března 2020 přijal mnišský postřih se jménem Mitrofan na počest svatého Mitrofana Voroněžského.
Od roku 2022 byl ključarem katedrálního chrámu Narození přesvaté Bohorodice. O rok později dokončil bakalářský titul z teologie na Ufské univerzitě vědy a technologie.
Dne 27. prosince 2023 jej Svatý synod zvolil biskupem něftěkamským a belebejevským. Dne 7. ledna 2024 byl povýšen na archimandritu a biskupská chirotonie 1. března 2024 v chrámu Zesnutí přesvaté Bohorodice v Moskvě. Hlavním světitelem byl patriarcha moskevský a celé Rusi Kirill.